# Hochbrücke Hohenhörn
Die Hochbrücke Hohenhörn überspannt den Nord-Ostsee-Kanal. Sie ist das höchste Bauwerk im Zuge der vierspurigen Bundesautobahn 23 zwischen der Bundesautobahn 7 in Hamburg und der schleswig-holsteinischen Stadt Heide.
Sie wurde in der Zeit von 1984 bis 1989 erbaut und steht auf dem Gemeindegebiet von Bornholt im Kreis Rendsburg-Eckernförde und Schafstedt im Kreis Dithmarschen. Die Konstruktion ist ein einteiliger Stahlüberbau mit begehbarem Hohlkastenquerschnitt, der aus 19 Abschnitten von den Widerlagern aus unter Verwendung von jeweils zwei Hilfsstützen und ab den Pfeilern im Freivorbau errichtet wurde. Die Gesamtbrückenlänge beträgt 390,50 Meter, mit einer Brückenbreite von 28 Metern. Die größte Stützweite beträgt 180 Meter und die Fahrbahnhöhe liegt bei 47,60 Meter über dem Kanalmittelwasserstand, bei einer Pfeilerhöhe von 37,30 Metern. Die Baukosten betrugen 40,5 Millionen DM.
An der östlichen Auffahrt zur Brücke befindet sich ein Parkplatz. Von dort führen Fußwege zu einem Aussichtspunkt direkt unter der Brücke, die einen guten Ausblick auf den Kanal ermöglichen. Insbesondere bei gutem Wetter sieht man von hier im Westen die Hochbrücke Hochdonn.

## Bilder

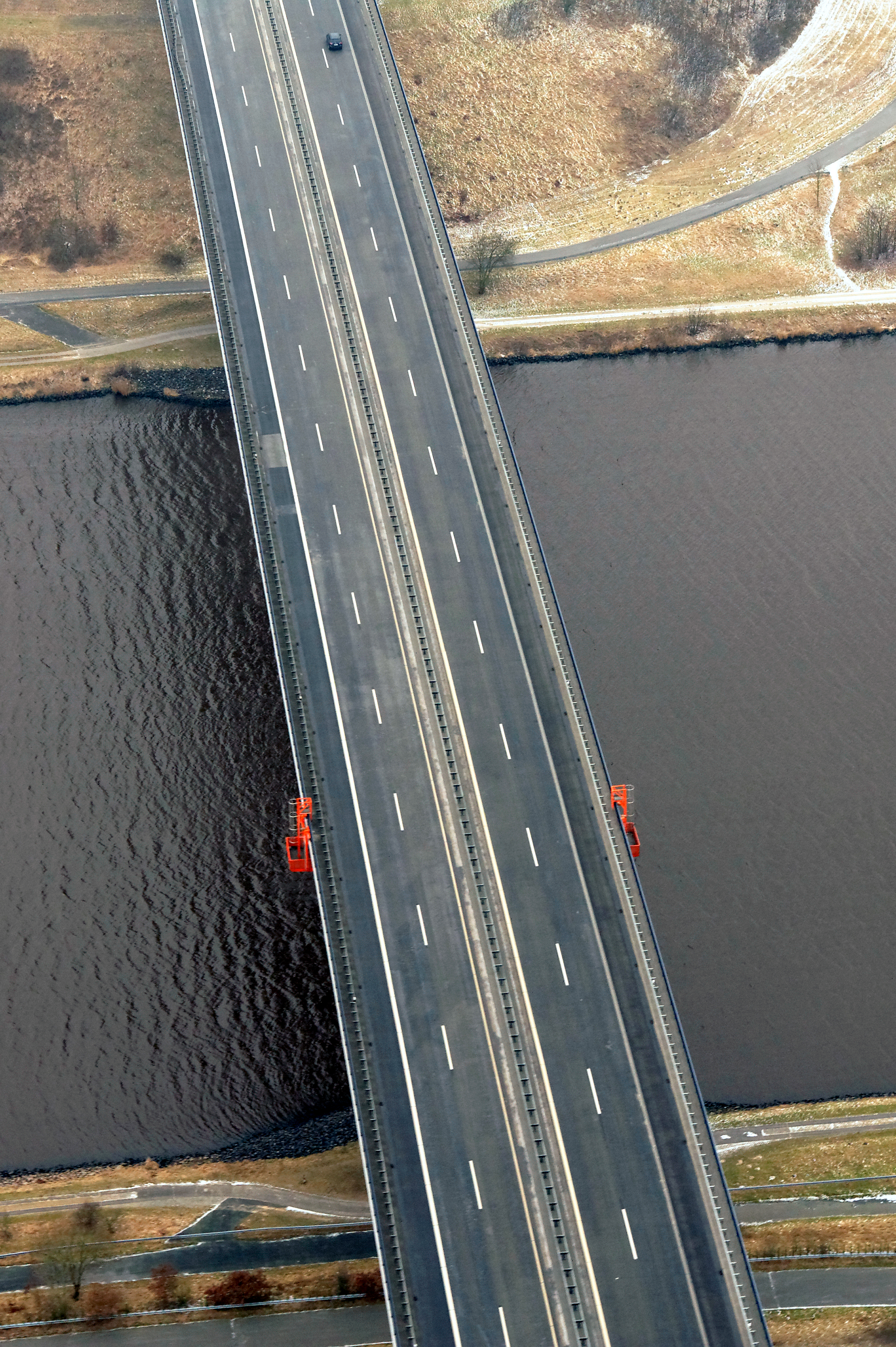
Die Hochbrücke Hohenhörn aus dem Flugzeug
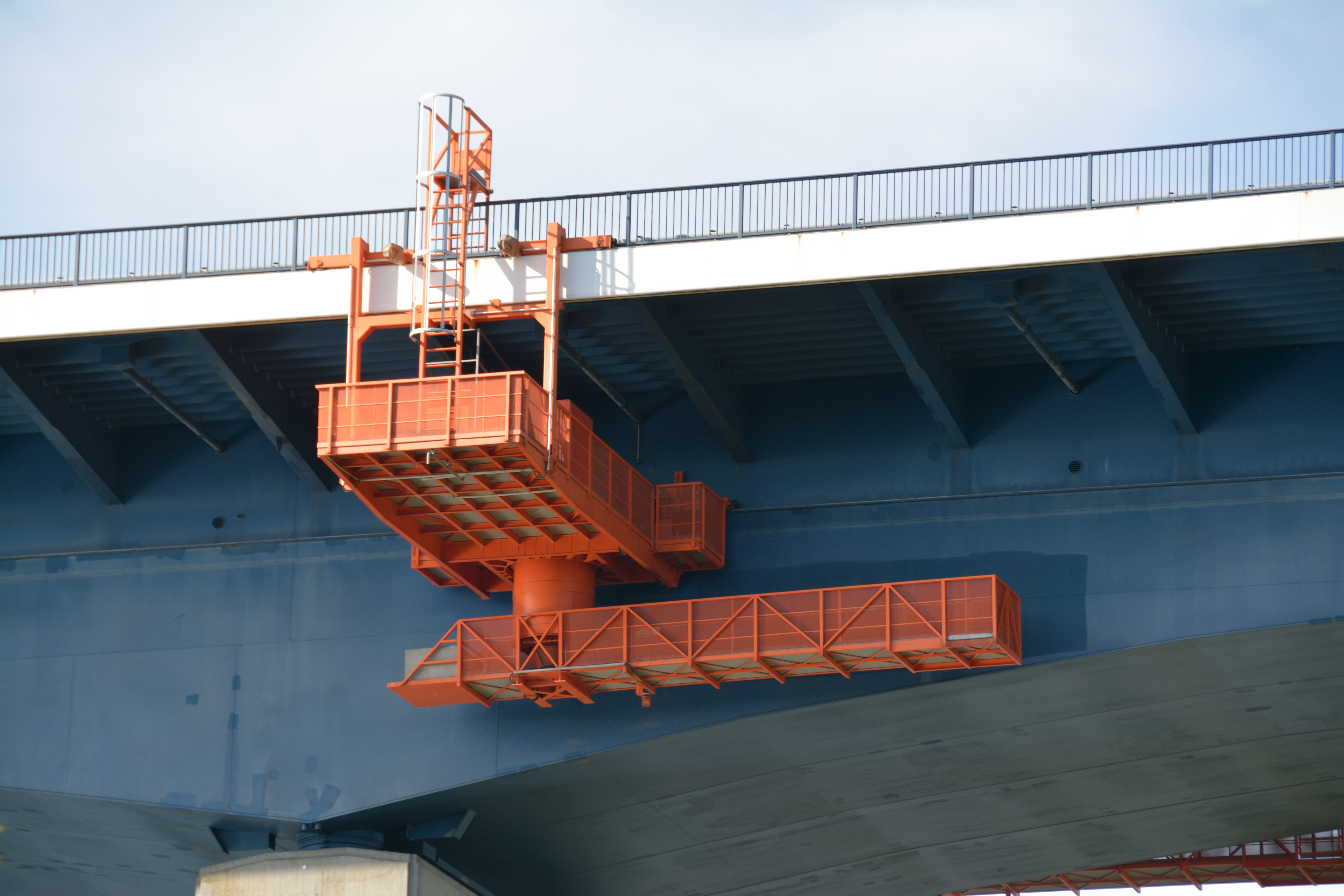
Verschiebbare Arbeitsplattform
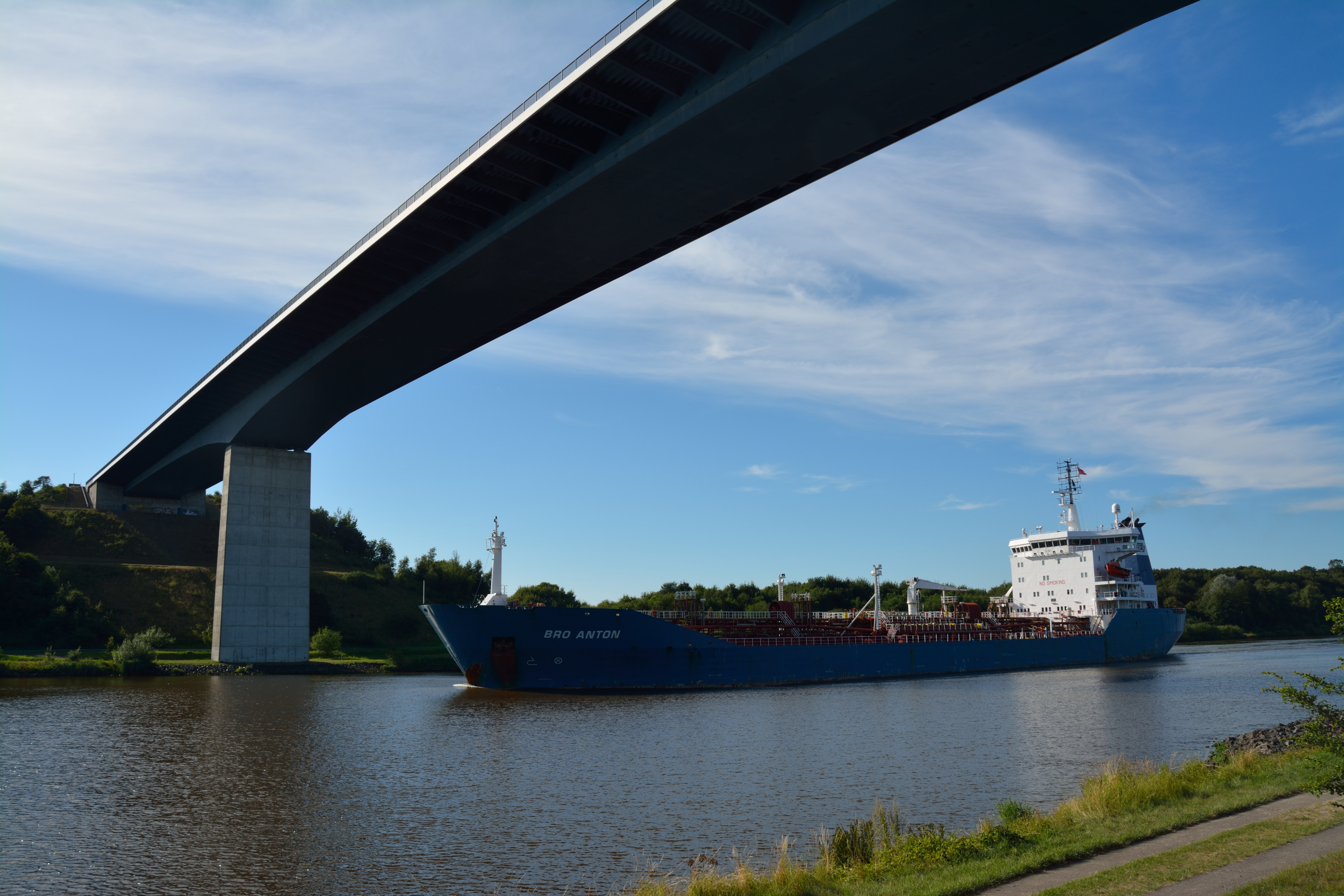
Schiffsdurchfahrt
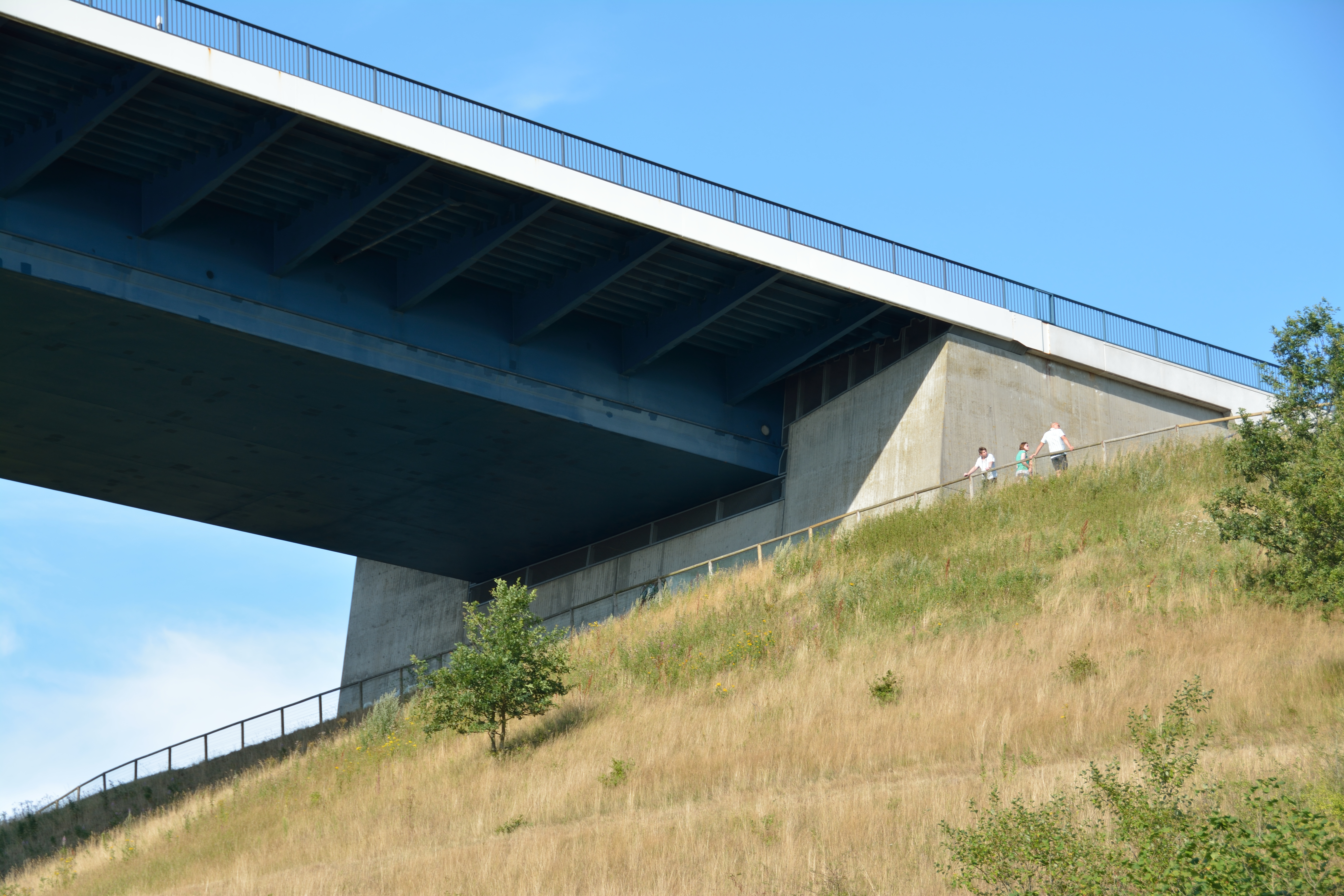
Aussichtsmöglichkeit unterhalb der Brücke
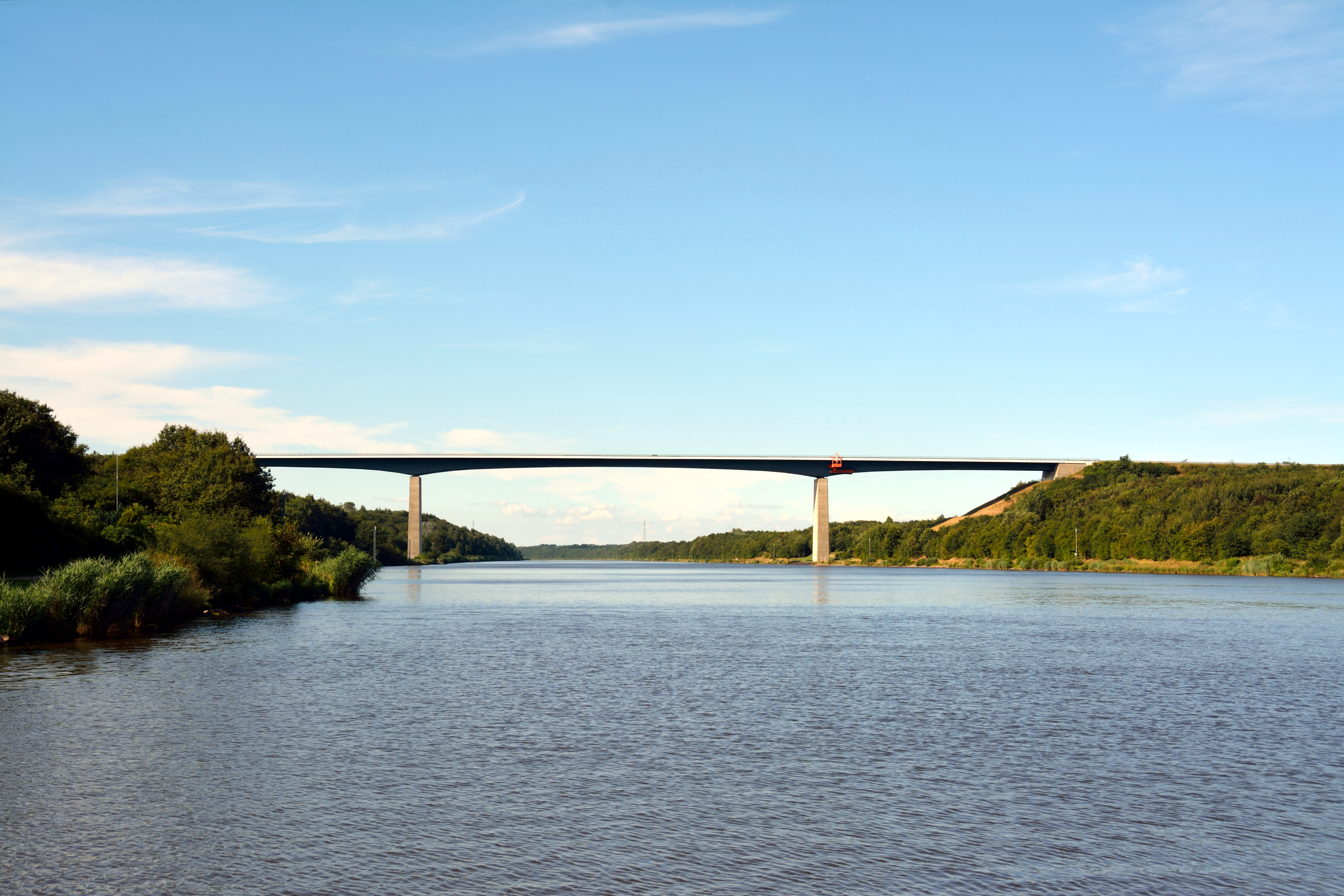
Hochbrücke Hohenhörn 2013